# Оскар Немон
Осцар Немон (енгл. Oscar Nemon; Осијек, 13. март 1906 — Оксфорд, 13. април 1985) био је јеврејски вајар рођен у Осијеку, који се касније настанио у Енглеској.
Најпознатији је по серији више од дванаест скулптура Сер Винстона Черчила, изложених на јавним местима по Уједињеном Краљевству.

## Биографија
Рођен је 1906. године у Осијеку. Био је друго дете Мавра Немона јеврејског фармацеута и његове супруге Еугеније Адлер. Већ у раној животној доби био је признати уметник. Имао је изложбе својих радова у глини 1923. и 1924. док је још био средњошколац. Иван Мештровић наговарао га је да иде на студиј у Париз, међутим Оскар је одабрао Беч. Након што није успео да упише уметничку академију, остао је у Бечу код ујака и радио скулптуре од бронзе. Тада је упознао Зигмунда Фројда и начинио скулптуру његовог пса Топсија. Начинио је и скулптуру принцезе Мари Бонапарта.
Након што је кратко време провео у Паризу, године 1925. преселио се у Брисел, где је на Краљевској академији освојио за своју скуплтуру златну медаљу. У Бриселу је живео до 1939. године, где је делио дом са сликаром Рене Магритом. Године 1928. начинио је за свој родни град Осијек скулптуру „Јунске жртве“ као успомену на атентат на Павла Радића, Ђуру Басаричека и Стјепана Радића у Београду 1928. године. Немон се 1931. године вратио у Беч где је израдио велику скулптуру Фројда која се данас налази у Хампстеду.
Пред избијање Другог светског рата отишао у Велику Британију, где је оженио Патрисију Виљерс-Стјуарт, с којом је имао сина Фалкона и две кћери Аурелију и Електру. Остатак његове породице страдао је у Холокаусту.
Након рата постао је познат по попису знаменитих људи чије је портрете израдио, међу којима су Елизабета II, Двајт Ајзенхауер, Бернард Монтгомери, Хари Труман и Маргарет Тачер. Његових дванаестак скулптура Винстон Черчила изложених на различитим јавним местима (нпр. Доњи дом британског парламента), његова су најпознатија дела.

## Галерија
- Статуа Монтгомерија у Лондону
- Статуа Зигмунд Фројд у Хампстеду
- Статуа сер Винстона Черчила у Вестерхаму, подигнута 1969. и извајана од камена који је донирао маршал Јосип Броз Тито
- Меморијал из 1984. који комеморише погинуле канадске пилоте краљевске авијације, Торонто, Канада
- Винстон Черчил, Халифакс
- Споменик жртвама фашизма, Осијек, Хрватска